# Emilio Portes Gil
Emilio Portes Gil (ur. 1890, zm. 1978) – meksykański polityk, w latach 1928–1930 prezydent Meksyku.

## Życiorys
Urodził się w 1890 roku.
Sprawował urząd czterdziestego pierwszego prezydenta Meksyku od 1 grudnia 1928, kiedy to zastąpił na stanowisku Plutarco Elíasa Callesa, przez czternaście miesięcy do 5 lutego 1930.  Był przedstawicielem Partii Narodowo-Rewolucyjnej. Jego następcą został Pascual Ortiz Rubio.
Zmarł w 1978 roku.